# Ozmánbük
Ozmánbük là một thị trấn thuộc hạt Zala, Hungary. Thị trấn này có diện tích 6,69 km², dân số năm 2010 là 185 người, mật độ 28 người/km².